# Ming Tombs Reservoir
Das Ming Tombs Reservoir (chinesisch 十三陵水库, Pinyin Shísānlíng Shuǐkù – „13-Gräber-Stausee“) ist ein Stausee im Pekinger Bezirk Changping.

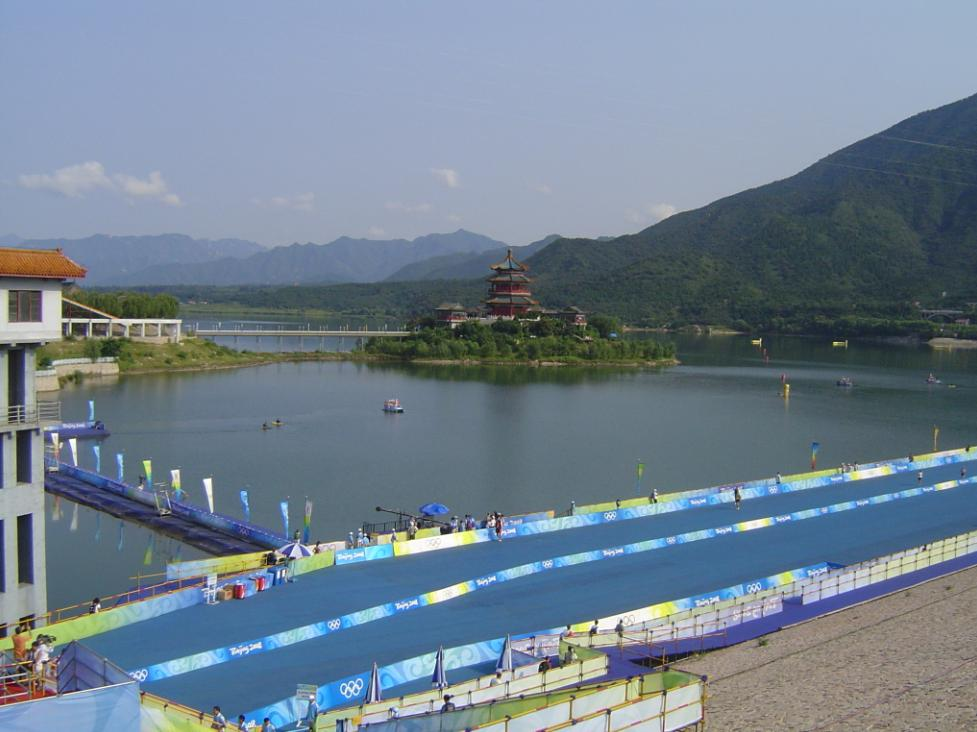
Das Ming Tombs Reservoir während der Olympischen Spiele

Er ist nach den Ming-Gräbern, die sich in unmittelbarer Nähe befinden, benannt. Der Staudamm ist 29 Meter hoch und 627 Meter lang. Das Fassungsvermögen beträgt 59.000.000 Kubikmeter und kann als Hochwasserentlastung genutzt werden.
Während der Olympischen Sommerspiele 2008 fanden im und um das Reservoir die Triathlon-Wettkämpfe statt.